# Xiang Liang
Xiang Liang (cinese tradizionale: 項梁; cinese semplificato: 项梁; pinyin: Xiàng Liáng; Wade-Giles: Hsiang Liang; Xiaxiang, III secolo a.C. – Shandong, 208 a.C.) è stato un militare e condottiero cinese vissuto durante il regno della dinastia Qin.

## Biografia
Xiang Liang nacque a Xiaxiang (下相; l'attuale Suqian, nella provincia del Jiangsu), discendente di una famiglia militare che aveva servito lo stato di Chu durante il periodo dei Regni Combattenti. Il padre di Xiang Liang, Xiang Yan (項燕), fu un famoso generale che contribuì alla resistenza dello stato di Chu dall'invasione delle forze di Qin, comandate dal generale Wang Jian. Xiang Yan morì in battaglia nel 223 a.C., durante l'annessione dello stato di Chu da parte di Qin.
Dopo la caduta di Chu, Xiang Liang e la sua famiglia vissero per anni sotto il dominio Qin come comuni cittadini. Quando Xiang Chao (項超), il fratello maggiore di Xiang Liang, morì, Liang prese sotto la sua protezione il figlio del fratello, Xiang Yu, facendolo istruire nelle arti letterarie e marziali. Xiang Yu mostrò infine interesse nella strategia militare, deludendo lo zio che lo lasciò andare per la sua strada. Xiang Yu sarebbe diventato in seguito un importante stratega militare e signore della guerra, che avrebbe prima impiegato sotto di sé il famoso generale Liu Bang e poi combattuto contro quest'ultimo per la nascita della dinastia Han.

## La ribellione contro la dinastia Qin
Dopo aver commesso atti illeciti nello stato di Qin, Xiang Liang si rifugiò nello stato di Wu (吳; nell'attuale Jiangsu meridionale) per fuggire dalle autorità. All'epoca, il primo imperatore cinese Qin Shi Huang si trovava nella zona per delle ispezioni, e assistendo alla processione imperiale Xiang Yu fece intendere allo zio le sue intenzioni di rivoltarsi contro la dinastia imperiale. Scioccato, Xiang Liang coprì immediatamente le intenzioni del nipote, tuttavia iniziò ad interiorizzare l'idea di una rivolta. Diventando influente nello stato di Wu grazie al proprio nobile lignaggio, divenne rappresentante del popolo nelle questioni diplomatiche con le autorità locali. Fece uso della sua fama e del favore di cui godeva presso il popolo anche per raggruppare un certo numero di accoliti, con i quali iniziò preso a dare vita ad una milizia privata.
Nel 209 a.C., durante il regno del secondo imperatore Qin Er Shi, in tutta la Cina scoppiarono rivolte contadine contro la dinastia Qin, a causa del malcontento popolare dovuto all'autorità dispotica della casa regnante. La prima delle rivolte contadine, chiamata Insurrezione di Dazexiang, fu condotta da Chen Sheng e Wu Guang nell'attuale provincia dello Anhui. Anche Yin Tong, Amministratore della Comanderia di Kuaiji (situata all'epoca nell'attuale Suzhou, invece che a Shaoxing), prese in considerazione l'idea di una rivolta, e scelse Xiang Liang come alleato, chiamandolo a discutere della strategia attuabile. Xiang Liang, tuttavia, uccise Yin e diede vita alla ribellione da solo, contando su un esercito di 8.000 uomini. Xiang Liang si autodichiarò Amministratore di Kuaiji e designò generale il nipote Xiang Yu.
Xiang Liang condusse i suoi uomini attraverso il fiume Yangtze, costruendo una nuova base a Xiapi (下邳; l'attuale Pizhou, nel Jiangsu). Altre forze ribelli si allearono al generale, incrementando le file dell'esercito fino ad arrivare ad un numero tra i 60.000 e i 70.000 uomini. Nel 208 a.C., convinto dal consigliere Fan Zeng, Xiang Liang mandò i suoi uomini alla ricerca di Xiong Xin, nipote del Re Huai di Chu, per farlo salire al trono con il nome di "Re Huai II di Chu". Il re non era che una marionetta sotto il controllo di Xiang Liang, utile al generale per ottenere il consenso popolare tra le file di coloro che volevano rovesciare la dinastia Qin e riformare il precedente stato di Chu. Xiang Liang riuscì ad ottenere diverse vittorie contro le forze Qin.

### Morte
Nel 208 a.C. Xiang Liang condusse le sue truppe in un attacco contro le forze Qin, dirette dal generale Zhang Han, sfociando nella Battaglia di Dingtao. Xiang Liang, tuttavia, sottovalutò la potenza nemica e fu ucciso in azione. Zhang Han fu successivamente sconfitto da Xiang Yu nella Battaglia di Julu, dopo la quale quest'ultimo fece seppellire vivi i 200.000 soldati superstiti di Qin come tributo allo zio caduto.